# Tomorrow (album TVXQ)
TOMORROW – dziewiąty japoński album studyjny południowokoreańskiej grupy TVXQ, wydany 19 września 2018 roku przez Avex Trax.
Ukazał się w czterech edycjach: regularnej (CD), dwóch limitowanych (CD+DVD i CD+Blu-ray) oraz „Bigeast”. Album osiągnął 1 pozycję w rankingu Oricon i pozostał na liście przez 17 tygodni, sprzedał się w nakładzie ponad 153 262 egzemplarzy w Japonii. Zdobył status złotej płyty.

## Lista utworów
| CD  | CD                                                                               | CD                                                        | CD                                                                         | CD             | CD      |
| Nr  | Tytuł utworu                                                                     | Tekst                                                     | Kompozycja                                                                 | Aranżacja      | Długość |
| --- | -------------------------------------------------------------------------------- | --------------------------------------------------------- | -------------------------------------------------------------------------- | -------------- | ------- |
| 1.  | „Make A Change”                                                                  | Tsukiko Nakamura                                          | Vilma Johansson, Tore Johansson, Martin Gjerstad                           |                | 4:00    |
| 2.  | „Yippie Ki Yay”                                                                  | Kelly                                                     | Fredrik Thomander, Mani Hoffman, Dani Paz, Juanjo Monserrat                |                | 4:05    |
| 3.  | „Showtime”                                                                       | H.U.B.                                                    | Hanif “Hitmanic” Sabzevari, Peo Dahl, Jeremy G                             |                | 3:24    |
| 4.  | „Unmei (The Chance Of Love)” (jap. 運命（The Chance Of Love）)                   | H.U.B.                                                    | Jihad Rahmouni, Lorenzo Fragola, Haris, Yoo Young-jin                      | Jihad Rahmouni | 3:30    |
| 5.  | „Asu wa kuru kara ~TOMORROW Version~” (jap. 明日は来るから 〜TOMORROW Version〜) | Kiyoshi Matsuo (jako Mai Osanai)                          | Takeshi Senoo                                                              | Shinjirō Inoue | 5:16    |
| 6.  | „Get going”                                                                      | H.U.B.                                                    | Joe Lawrence                                                               |                | 3:17    |
| 7.  | „Jungle”                                                                         | H.U.B.                                                    | Chris Holyfield, Jason Arner Housman, Andrew Holyfield, Ryuichi Lee Flores |                | 3:52    |
| 8.  | „Reboot -Long Version-”                                                          | H.U.B.                                                    | Obi Mhondera, Christopher Wortley, DWB, Hide Nakamura                      |                | 5:12    |
| 9.  | „Trigger”                                                                        | H.U.B., Matthew Tishler, Andrew Underberg, Allison Kaplan | Matthew Tishler, Andrew Underberg, Allison Kaplan                          |                | 3:38    |
| 10. | „Electric Love”                                                                  | H.U.B.                                                    | Thomas Stengaard, Mads Lokkegaard, Lise Cabble                             |                | 3:24    |
| 11. | „This is my love”                                                                | Kelly                                                     | Shinjirō Inoue                                                             | Shinjirō Inoue | 4:25    |
| 12. | „Road”                                                                           | Shinjirō Inoue, KOH                                       | KOH                                                                        | Shinjirō Inoue | 4:47    |
| 13. | „Begin ~Again Version~”                                                          | Kiyoshi Matsuo (jako Mai Osanai)                          | Jin Nakamura                                                               | Shinjirō Inoue | 6:12    |

| Blu-ray/DVD | Blu-ray/DVD                                                                                                  | Blu-ray/DVD |
| Nr          | Tytuł utworu                                                                                                 | Długość     |
| ----------- | --- | ----------- |
| 1.          | „Reboot -Video Clip-”                                                                                        |             |
| 2.          | „Begin ~Again Version~ -Video Clip-”                                                                         |             |
| 3.          | „Road -Video Clip-”                                                                                          |             |
| 4.          | „Road -Lip Version Video Clip-”                                                                              |             |
| 5.          | „Asu wa kuru kara ~TOMORROW Version~” (jap. 明日は来るから ～TOMORROW Version～ -Video Clip-)                |             |
| 6.          | „Reboot -Jacket Off Shot Movie-”                                                                             |             |
| 7.          | „Road -Jacket Off Shot Movie-”                                                                               |             |
| 8.          | „Asu wa kuru kara ~TOMORROW Version~” (jap. 明日は来るから ～TOMORROW Version～ -Video Clip Off Shot Movie-) |             |
| 9.          | „TOMORROW -Jacket Off Shot Movie-”                                                                           |             |
| 10.         | „Tōhōshinki 2017~2018 Begin Again Documentary Film” (jap. 東方神起 2017～2018 Begin Again Documentary Film)  |             |

## Notowania
| Lista                            | Pozycja |
| -------------------------------- | ------- |
| Oricon Weekly Albums Chart       | 1       |
| Oricon Yearly Albums Chart       | 25      |
| Billboard Japan Top Albums Sales | 1       |